# باول فريدريك وايت
باول فريدريك وايت (بالإنجليزية: Paul Frederick White)‏ هو طبيب أمريكي، ولد في القرن العشرين في لا ميسا في الولايات المتحدة.